# Eclipsa de Soare din 7 octombrie 2135

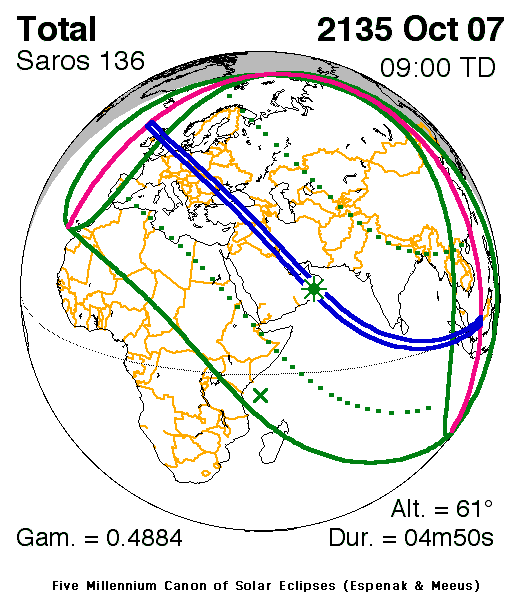
Harta eclipsei generale

O eclipsă totală de Soare este un fenomen astronomic ce se va produce la 7 octombrie 2135.

## Previziune
Eclipsa va fi văzută în următoarele 23 de țări:
- Cele 11 țări europene care vor urma: Scoția, Anglia, Olanda, Germania, Polonia, Republica Cehă, Slovacia, Ungaria, Ucraina, România și Moldova
- Cele 12 țări asiatice vor vedea la rândul lor eclipsa totală de soare: Turcia, Siria, Irak, Iran, Kuweit, Qatar, Emiratele Arabe Unite, Arabia Saudită, Oman, Maldive, Indonezia și Malaezia de Est.

## Date
Punctul de totalitate maximă al eclipsei de soare va fi între orașele Al Khaluf și Duqm la ora 9:00 UTC și va dura 4 minute 49 de secunde.
| Denumirea fenomenului   | Cod | Ora locală (UTC) |
| ----------------------- | --- | ---------------- |
| Primul punct penumbral  | P1  | 06:31:21.6       |
| Primul punct umbral     | U1  | 07:24:24.7       |
| Punctul maxim           | GE  | 08:55:12.5       |
| Ultimul punct umbral    | U4  | 10:26:01.3       |
| Ultimul punct penumbral | P4  | 11:18:46.7       |